# 小瀬川ダム
小瀬川ダム（おぜがわダム）は、広島県廿日市市浅原字前中山と山口県岩国市美和町釜ヶ原字土打に跨る、広島・山口県境を流れる一級水系小瀬川本川上流部に建設されたダムである。
広島県と山口県が共同で管理する都道府県営ダムであり、複数の都道府県が管理業務を行う唯一のダムである。堤高49.0mの重力式コンクリートダムで、小瀬川の治水と大竹市・岩国市の臨海工業地帯への利水を目的とした補助多目的ダム。ダムによって形成された人造湖は、小瀬川が川真珠貝の産地であることに因み真珠湖（しんじゅこ）と命名された。

## 沿革
小瀬川は安芸・周防国境を貫流しており、古くから水供給を巡り広島藩・長州藩の争いが絶えず、それは廃藩置県で広島県と山口県が設置されてからも変わるものではなかった。河川改修も両県が別個に施工し、流域で一貫した治水・利水は行われなかった。戦後枕崎台風・ルース台風・キジア台風が相次いで流域を襲い、戦中の森林乱伐もあって甚大な洪水被害を齎した。
一方、利水に関しては戦前の灌漑用水補給の他、戦後河口部流域を中心に化学工場・繊維工場・製紙工場等からなる工業地帯が大竹市から岩国市までの間に拡大し、急速な工業用水の需要が増大し、小瀬川を利用した水供給が注目された。こうした中、中国電力が小瀬川支流の玖島川に渡の瀬ダム（重力式コンクリートダム・34.5m）を1956年（昭和31年）に建設するに及び、河川総合開発の機運が高まっていった。

## 事業を巡る広島・山口両県の対立
渡の瀬ダム完成の同年、山口県は広島県と共同で「小瀬川総合開発事業」を策定。翌1957年（昭和32年）に洪水調節・工業用水を目的とした補助多目的ダムを佐伯郡佐伯町と玖珂郡美和町境の小瀬川に建設する計画が定まった。だが、建設までには幾多の難関があった。
1つはダム建設に対する反対運動で、特に佐伯町では町議会が「ダム建設絶対反対決議」を採択し官民一体で徹底的な抵抗に出た。美和町でも町役場によりダム対策委員会が設置され反対の姿勢を明確にした。住民は合計7つの対策協議会を設置したため事業主体たる両県は補償交渉において個別の対応を採らざるを得なかった。
もう1つはその事業者である両県の対立である。元来小瀬川の河川開発は別個に実施しており、利害を巡る対立は昨日今日の問題ではなかった。ダム建設地点と工業用水の水量供給を巡り両県は鋭く対立。反対運動も相俟ってダム事業は立ち往生となった。この為遂に自助努力での協議による解決が不可能と判断した両県知事は、河川行政を統括する建設省（現・国土交通省）に1958年（昭和33年）裁定を申請した。

## その後のダム事業

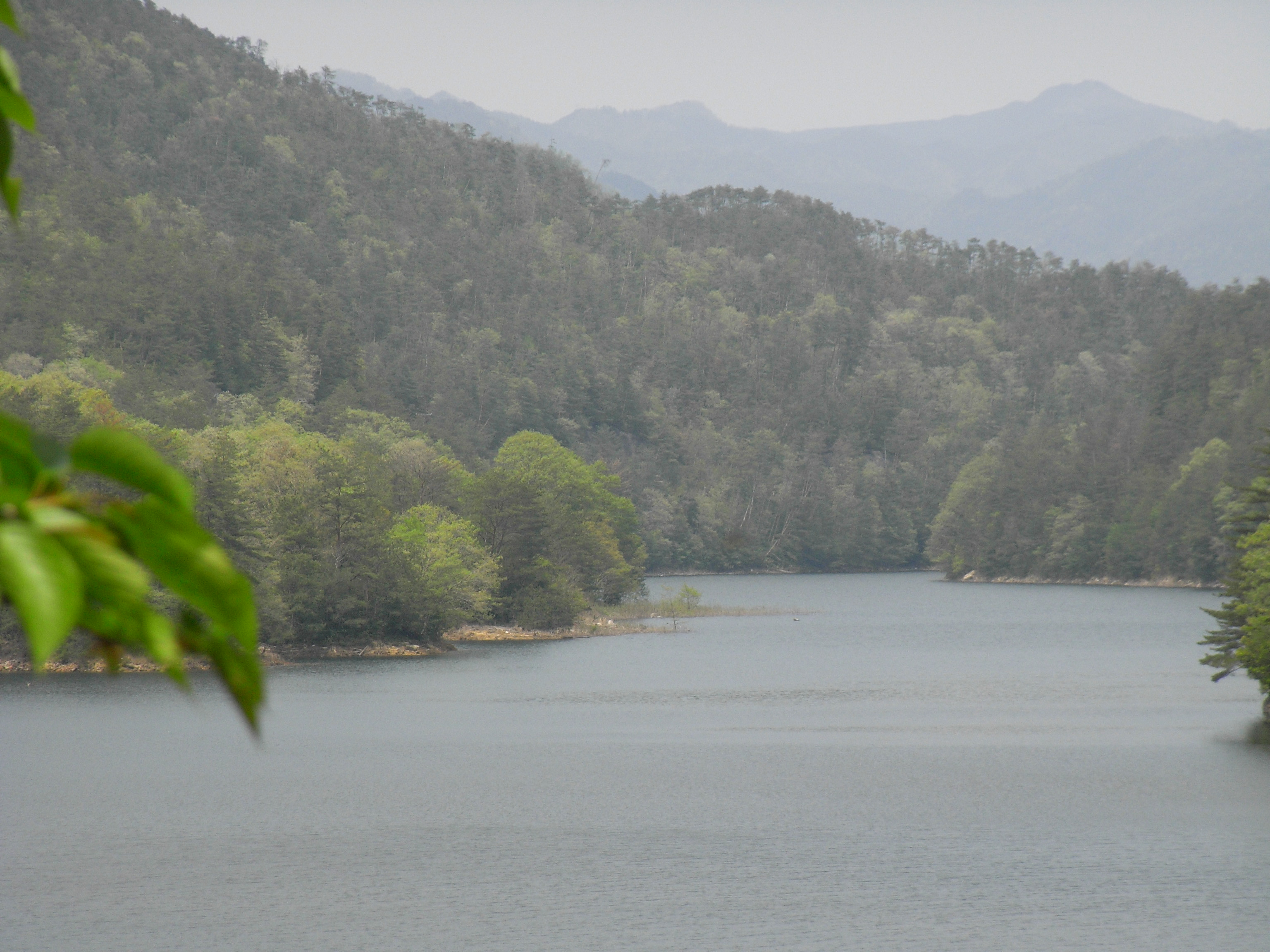
真珠湖

その結果同年11月に事業は広島県と山口県が建設省中国地方建設局（現・国土交通省中国地方整備局）に事業を委託施工する形で決着を見、用水の配分も建設省の裁定で行われた。以後建設省の下で小瀬川ダム工事事務所が発足し補償交渉も妥結、本格着工となって1964年（昭和39年）に完成した。ダムの型式は重力式コンクリートダム、堤高は49.0m。洪水調節・不特定利水・工業用水供給の他、1989年（平成元年）からは山口県企業局による小規模水力発電も行われている。ダムは現在両県の共同管理となっており、両県の職員が管理を司っている（管理事務所の所在地は左岸側の広島県廿日市市）。
ダム湖は完成してから最近までは小瀬川貯水池と呼ばれていたが、1987年（昭和62年）に呼称を公募、現在は「真珠湖」と命名されている。小瀬川はダム完成後更に人口の増大・工業地帯の拡大で水需要が逼迫。河川改修も居住地の拡大で引堤が困難である事から建設省によって1989年、中流に特定多目的ダムである弥栄ダム（国土交通省直轄ダム）が建設されている。